# Bundesstraße 71n
Die Bundesstraße 71n (Abkürzung: B 71n) ist eine geplante Bundesstraße in Sachsen-Anhalt.
Sie soll von Haldensleben zur verlängerten A 14 führen. Die Anbindung an die A 14 wird nach dem derzeitigen Planungsstand im Bereich der neuen Querung des Mittellandkanals erfolgen. Durch die B 71n sollen die Ortsdurchfahrten von Wedringen und Groß Ammensleben entlastet sowie eine etwaige Ortsdurchfahrt von Vahldorf vermieden werden.
Die B 71n soll als Autobahnzubringer für den Raum Haldensleben dienen (Autobahnergänzungsnetz). Der Beginn der Bauarbeiten für den Abschnitt Haldensleben-OU Wedringen war 2018, die Freigabe dieses Abschnitts fand am 2. September 2021 statt. Der Abschnitt ersetzt die B71 durch die Ortslage Wedringen und ist auch als B71 beschildert.
Für den verbleibenden Abschnitt OU Vahldorf-A14 ist die Einleitung des Planfeststellungsverfahrens 2024 zu erwarten.[veraltet]
Der Abschnitt VKE1.1 der A14, zu dem die Anschlussstelle Haldensleben gehört, befindet sich dagegen bereits im Bau.